# Casa del Acuerdo

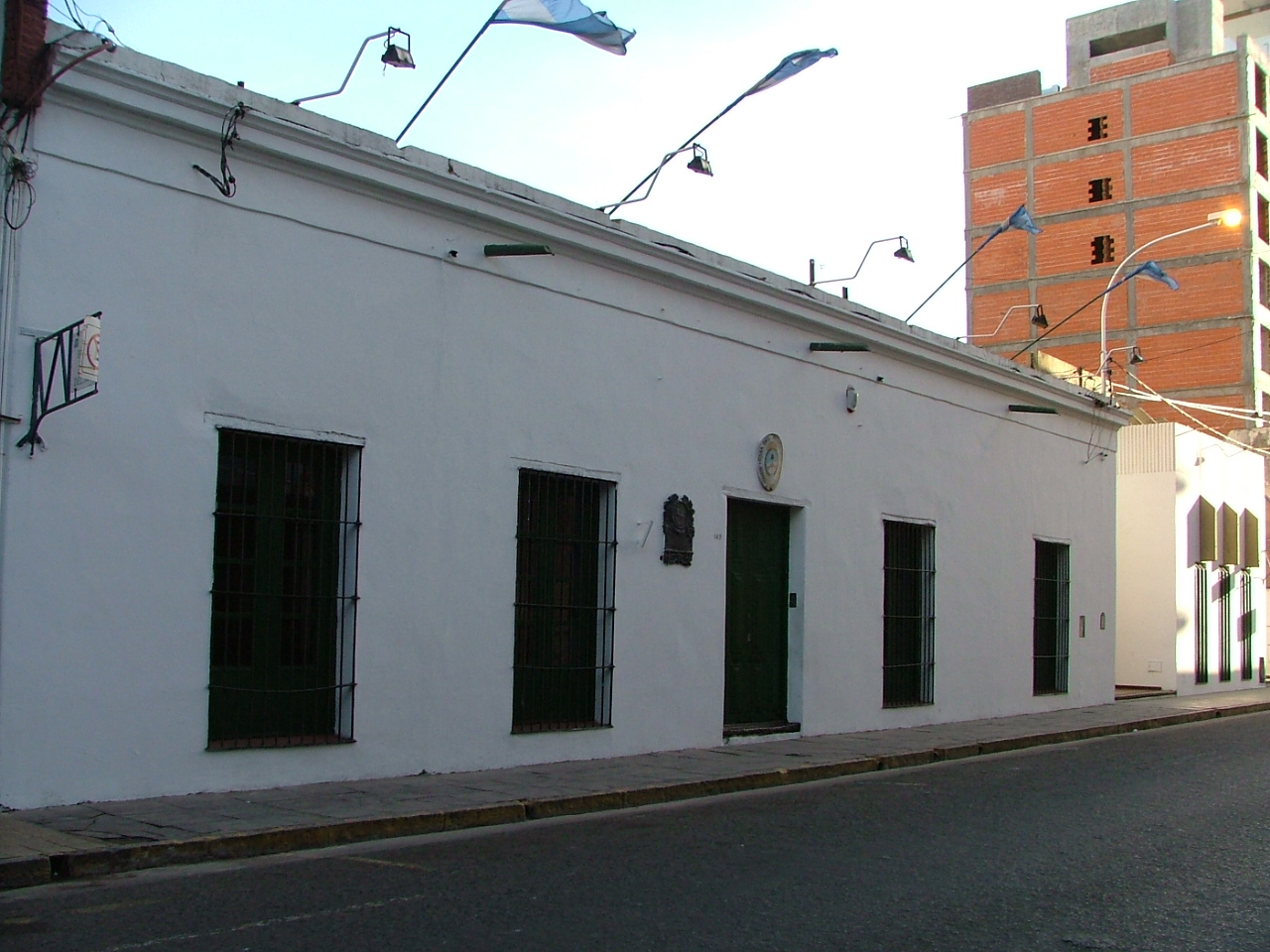
Fachada del museo.

La Casa del Acuerdo es un museo ubicado en San Nicolás de los Arroyos, Argentina. Se encuentra en la propiedad histórica donde se firmó el Acuerdo de San Nicolás el 31 de mayo de 1852, que posibilitó la sanción de la primera constitución argentina al año siguiente, motivo por el que fue declarada Monumento Histórico Nacional en 1957. Se encuentra en la calle de la Nación 143, y su administración se encuentra a cargo del Ministerio de Cultura de la Nación, como museo nacional.
En la actualidad, además de objetos alusivos a la sanción de la constitución de la Argentina, de la época de la Confederación Argentina y pertenencias de Juan Manuel de Rosas, Juan Bautista Alberdi y Domingo Faustino Sarmiento, personajes alusivos a la época de la conformación nacional y las guerras civiles argentinas, también se encuentra el original del Acuerdo de San Nicolás y la pluma utilizada para su confección. Por otra parte, cuenta una biblioteca —producto de una donación de volúmenes de la Biblioteca Nacional—, un auditorio y una hemeroteca.

## Historia
La construcción, de estilo colonial, data de principios del siglo XIX, estilo imperante en la época. Se trataba de una vivienda familiar ocupada por Pedro Alurralde, comerciante tucumano y juez de paz de San Nicolás de los Arroyos —en ese entonces, importante cargo—, y su esposa Crisanta Helguera Garmendia. Alurralde decidió prestarla con la intención de que allí pudiesen reunirse los gobernadores de la Confederación Argentina, por pedido de Justo José de Urquiza, de quien era amigo, en vistas de una deliberación para lograr un acuerdo que permita la sanción de una constitución. La decisión de elegir la localidad se debía a la pujanza de la misma como puerto fluvial del río Paraná, como también la fácil accesibilidad para los gobernadores.

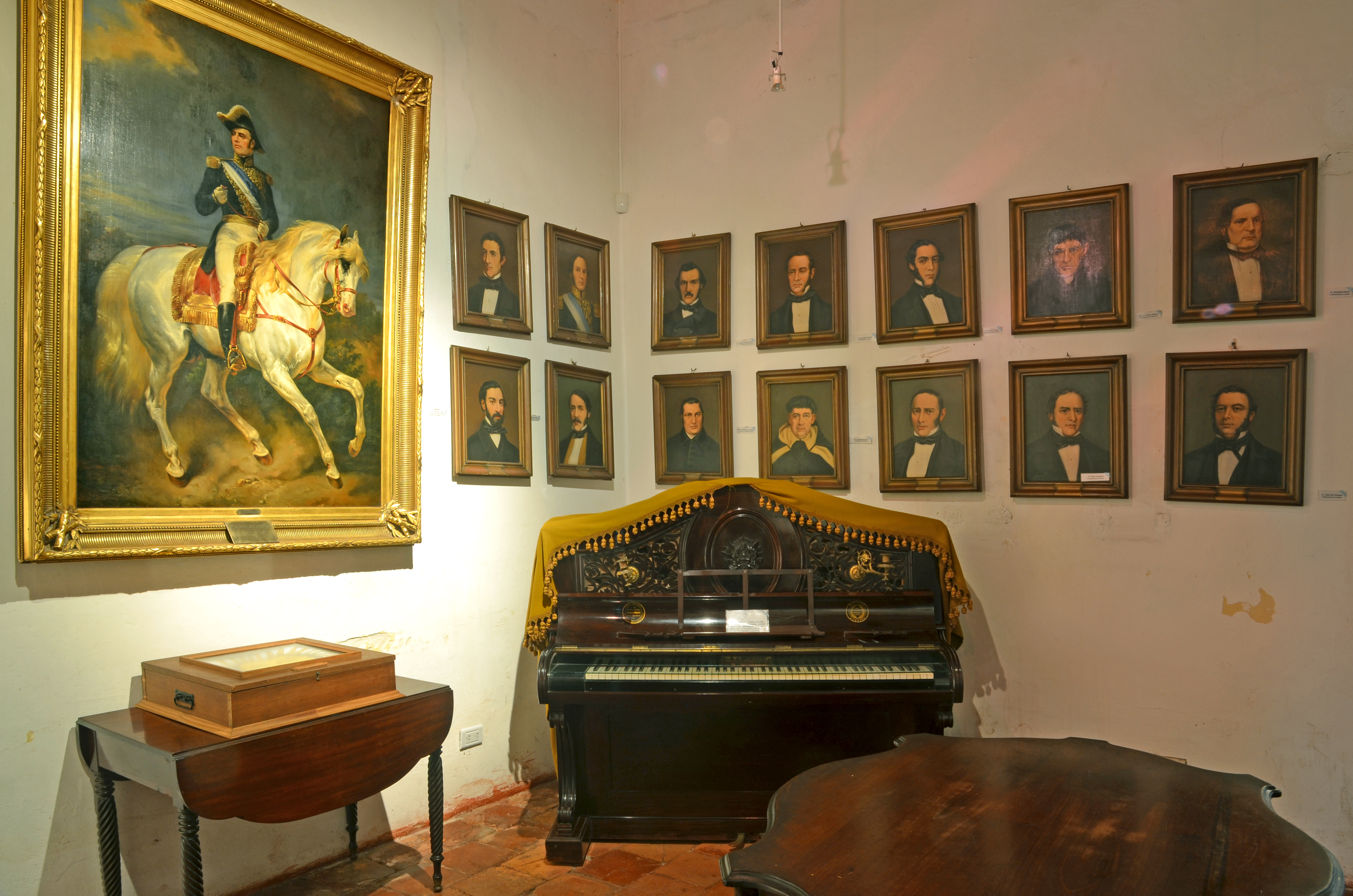
Sala con retrato de Justo José de Urquiza y los firmantes del acuerdo.

Martiniano Leguizamón en su libro de 1909 llamado "Urquiza y la Casa del Acuerdo" sostiene "Refiere la tradición nicoleña que las cláusulas del Acuerdo redactadas por el Dr. Vicente Fidel López (Pico dicen otros autores) se discutieron en la casa donde se alojaba don Domingo Crespo, Gbdor de Sta Fe, calle Italia esquina Nación ocupado hoy por doña Adelaida Ruiz de Molas, pero la convención de los gobernadores se firmó en la casa ocupada por el Gral. Urquiza y propiedad del Juez de Paz Don Pedro Alurralde, sita en calle Nación Nº 143 a la cual se refiere el proyecto de expropiación y la que se conserva en su primitivo estado". Es importante este texto pues Leguizamón fue hijo del militar de mismo nombre que a las órdenes de Urquiza lo acompañó en toda la campaña y en los momentos del mencionado Acuerdo.
Este autor sostiene en la página 114 de su mencionada obra que "Urquiza firma el Acuerdo el día 1 de Junio  de 1852 cuando pronuncia su discurso, pero para adherir alas fiestas mayas o de conmemoración del aniversario patrio, se fecha 31 de Mayo de ese año".
A 1922, la ya conocida como Casa del Acuerdo se encontraba bajo un enorme deterioro, por lo que, a iniciativa de un decreto del presidente Hipólito Yrigoyen, el congreso inicia el proceso de expropiación del inmueble para convertirlo en un museo. Los trabajos de restauración se llevaron a cabo entre 1934 y 1936, ese último año se inició la organización de las salas a cargo del historiador Enrique Udaondo, cuando se dispone oficialmente la creación del museo. Su inauguración estuvo a cargo del presidente Agustín P. Justo en 1937.
En octubre de 1987, bajo la presidencia de Raúl Alfonsín, se le hizo una importante reforma que le agregó un anexo, el cual permitió más espacio para la biblioteca, archivos y oficinas. En aquellos años, la Casa del Acuerdo fue incluida en la moneda de 10 australes de curso legal circulante en el país.